# R-9
Die R-9 (NATO-Codename SS-8 Sasin, GRAU-Index 8K75) war eine sowjetische Interkontinentalrakete aus der Zeit des Kalten Krieges.
Der erste Testflug der zweistufigen Rakete fand 1961 statt. Beide Stufen, welche mit einer Gitterstruktur verbunden waren, verwendeten flüssigen Sauerstoff und die Kerosinart RP-1 als Treibstoff. Die Indienststellung begann 1964. Die letzte Rakete wurde 1976 ausgemustert.
Irrtümlicherweise wurde der NATO-Codename SS-8 Sasin auch an die R-26, von welcher 1964 bei einer Militärparade eine Attrappe gezeigt wurde, vergeben. Als der Fehler bemerkt wurde, war das R-26-Programm jedoch schon eingestellt worden, daher fand keine neue Benennung statt.

## Geschichte
Die R-9 stellte eine große Verbesserung gegenüber früheren sowjetischen Raketenkonzepten dar. Die Rakete, die eine Nutzlast von 1.600 kg bis zu einer Entfernung von 6.071 Kilometern mit einer Genauigkeit von 2 Kilometern tragen konnte, war nicht nur genauer, sondern für die Sowjetunion auch von weitaus größerem taktischen Nutzen. Frühere sowjetische Konstruktionen, die mit kryogenem Sauerstoff und Kerosin (wie die R-7) betrieben wurden, brauchten in der Regel Stunden zum Betanken und Starten. Die R-9 hingegen konnte innerhalb von 20 Minuten nach dem Startbefehl gestartet werden. Das Steuerungssystem der Rakete wurde von NPO „Electropribor“ (Charkiw, Ukraine) entwickelt.
Die R-9 wurde 1964 erstmals in Dienst gestellt und trug einen Sprengkopf von 1,65 bis 5 Megatonnen. Obwohl sie die letzte sowjetische Rakete war, die einen kryogenen Treibstoff verwendete, war sie eine der am weitesten verbreiteten Interkontinentalraketen mit kryogenem Treibstoff. Das OKB-456 (später NPO Energomasch) entwickelte für die erste Stufe das Triebwerk RD-111 für einen Schub von 1.385 kN als Vierkammerkonstruktion mit geschlossenem Kreislauf, das zur Schubvektorsteuerung kardanisch aufgehängt war und durch Vernierdüsen unterstützt wurde. Die zweite Stufe, die über Traversen mit der ersten Stufe verbunden war (ähnlich wie die moderne Sojus-Rakete), verfügte ebenfalls über vier Kammern, war aber für einen offenen Zyklus mit vakuumoptimierten Brennkammern ausgelegt, die sich besser für sehr große Höhen eigneten. Dieses Raketentriebwerk RD-0106 war ein Produkt des OKB-154-Konstruktionsteams. Die Steuerung des Flugkörpers erfolgte, wie bei den meisten Interkontinentalrakete davor und danach, ausschließlich mit einem Trägheitsnavigationssystem, mit Ausnahme der letzten zehn Sekunden vor der Detonation des Gefechtskopfes, während derer ein Funk-Höhenmesser zum Einsatz kam.

## Startplätze
Der ursprüngliche Entwurf sah ein mobiles bodengestütztes System vor, doch aufgrund der veränderten Situation im Kalten Krieg wurde parallel zum bodengestützten System ein silobasiertes R-9-System entwickelt. Das bodengestützte System erreichte jedoch nie die erhoffte Mobilität der ursprünglichen Entwurfsparameter. Insgesamt wurden drei Startplätze gebaut, von denen jedoch nur zwei genutzt wurden. „Desna-V“ (Десна-В), der Silostartplatz, bestand aus drei unterirdischen Silos mit der Möglichkeit, die R-9 innerhalb von 20 Minuten zu starten und die Rakete ein Jahr lang in unbetanktem Zustand zu lagern. „Valley“, die erste von zwei oberirdischen Abschussrampen, war weitgehend automatisiert und konnte die R-9 ebenfalls innerhalb von 20 Minuten abschießen und den Vorgang innerhalb von zweieinhalb Stunden wiederholen. Der letzte Startplatz, "Desna-N" (Десна-Н), war ebenfalls ein oberirdischer Startplatz, wurde aber nie mit R-9 bestückt, da er nicht automatisiert war und mindestens zwei Stunden für den Start einer einzigen Rakete benötigte. 1971 wurden die oberirdischen R-9-Startplätze stillgelegt.

## Unfall
Am 24. Oktober 1963 wurde eine R-9-Rakete in einem Silo am Standort 70 des Kosmodroms Baikonur für den Start vorbereitet. Die elfköpfige Startmannschaft bemerkte nicht, dass ein Sauerstoffleck im Treibstoffsystem der Rakete den Sauerstoffpartialdruck auf 32 % erhöht hatte (der maximal zulässige Wert lag bei 21 %). Die Besatzung befand sich in einem Aufzug auf der achten Ebene, als ein Funke von einer elektrischen Schalttafel ein Feuer in der fast reinen Sauerstoffatmosphäre auslöste, bei dem sieben Menschen ums Leben kamen und das Silo zerstört wurde. Das Unglück ereignete sich genau drei Jahre nach der Nedelin-Katastrophe. Der 24. Oktober wurde als „Schwarzer Tag“ von Baikonur bekannt, und bis heute werden an diesem Tag keine Starts durchgeführt.

## ICBM der 1. Generation im Vergleich
| Staat                                                                 | UdSSR                | UdSSR                    | UdSSR             | USA                        | USA                       |
| Rakete                                                                | R-7/R-7A             | R-16 / R-16U             | R-9A              | SM-65 Atlas (-D/-E/-F)     | SM-68 Titan I             |
| Entwickler                                                            | OKB-1 (Koroljow)     | OKB-586 (Jangel)         | OKB-1 (Koroljow)  | Convair                    | Glenn L. Martin Company   |
| Entwicklungsbeginn                                                    | 1954 / 1958          | 1956 / 1960              | 1959              | 1954                       | 1958                      |
| erste Einsatzbereitschaft                                             | 1959 / 1960          | 1961 / 1963              | 1964 / 1964       | 1959 / 1961 / 1962         | 1962                      |
| Ausmusterung bis                                                      | 1968                 | 1976 / 1976              | 1976              | 1964 / 1965 / 1965         | 1965                      |
| Reichweite (km)                                                       | 8.000 / 9.500–12.000 | 11.000 – 13.000          | 12.500            | na                         | 10.000                    |
| Steuerung                                                             | radio-inertial       | inertial                 | radio-inertial    | radio-inertial / inertial  | radio-inertial / inertial |
| Streukreisradius (km)                                                 | 10                   | 4,3                      | 8–10              | na                         | <1,8                      |
| Startmasse (t)                                                        | 280 / 276            | 141 / 147                | 80                | 118 / 122 / 122            | 103                       |
| Stufen                                                                | 1,5                  | 2                        | 2                 | 1,5                        | 2                         |
| Treibstoffkombination                                                 | Kerosin / LOX        | UDMH / Salpetersäure     | Kerosin / LOX     | Kerosin / LOX              | Kerosin / LOX             |
| Stationierungsart                                                     | Startrampe           | Startrampe / Silo        | Startrampe / Silo | Startrampe / Bunker / Silo | Silo                      |
| maximaler Überdruck (psi; Schutz der Startanlage bei naher Explosion) | kA                   | kA / 28                  | kA / 28           | kA / 25 / 100              | 100                       |
| Reaktionszeit                                                         | etwa 24 h            | 10 min – mehrere Stunden | 20 min / 8–10 min | 15 – 20 min                | 15 – 20 min               |
| Garantiezeit (Jahre bei höchste Alarmbereitschaft)                    | kA                   | 30 Tage (betankt)        | 1                 | kA                         | 5                         |
| Explosionsstärke des Sprengkopfes (MT)                                | 3–5                  | 3–6                      | 5                 | 1,44 / 3,75 / 3,75         | 3,75                      |
| max. stationierte Anzahl                                              | 6                    | 186                      | 23                | 30 / 27 / 72               | 54                        |